# Виволо, Паскуале
Паскуале Виволо (итал. Pasquale Vivolo, 6 января 1928, Брушано — 18 ноября 2002, Кремона) — итальянский футболист, играл на позиции нападающего.
Выступал, в частности, за клубы «Ювентус» и «Лацио», а также национальную сборную Италии.

## Клубная карьера
Родился в городке Брушано возле Неаполя, но в раннем возрасте переехал в Кремону, где и начал свою карьеру в Серии Б в местном клубе «Кремонезе», проведя два сезона и приняв участие в 40 матчах чемпионата.
Своей игрой привлек внимание представителей тренерского штаба «Ювентуса», к составу которого присоединился летом 1949 года. В первом же сезоне туринская команда впервые за предшествующие 14 лет стала чемпионом Италии, однако Виволо был запасным игроком, уступив место в нападении таким игрокам как: Эрмес Муччинелли, Ринальдо Мартино, Джампьеро Бониперти, Йон Хансен и Карл Оге Праст, поэтому сыграл лишь в 10 матчах чемпионата. В сезоне 1951/52 «Юве» снова выиграл чемпионат, но на этот раз Виволо забил 12 голов в 19 матчах Серии А и внес значительный вклад в завоевание «скудетто».
Летом 1953 года заключил контракт с клубом «Лацио», в составе которого провел следующие пять лет своей карьеры, проведя за это время 121 матчей и забив 33 мяча в Серии А.
Летом 1958 года Виволо стал игроком «Дженоа», но сыграл за «грифонов» лишь один матч в национальном кубке и вскоре перебрался в «Брешию» из Серии Б, где сыграл лишь один матч в чемпионате до конца сезона, после чего завершил профессиональную игровую карьеру.
По завершении игровой карьеры вернулся жить в Кремону, где женился на дочери президента «Кремонезе» Гвидо Грасси.
Умер 18 ноября 2002 года на 75-м году жизни в городе Кремона.

## Выступления за сборную
Летом 1952 года был участником футбольного турнира на Олимпийских играх 1952 года в Хельсинки.
26 октября 1952 года дебютировал в официальных матчах в составе национальной сборной Италии в товарищеской игре против сборной Швеции, в которой сразу отметился голом и помог итальянцам сыграть вничью 1:1.
В течение карьеры в национальной команде, которая длилась 2 года, провел в форме главной команды страны 4 матча, забил 1 гол.

## Титулы и достижения
«Ювентус»
- Чемпион Италии (2): 1949/50, 1951/52
- Бронзовый призёр Латинского кубка: 1952